# Xylophanes obscurus
Xylophanes obscurus là một loài bướm đêm thuộc họ Sphingidae. Nó được tìm thấy ở Peru và Brasil.
Nó tương tự như loài Xylophanes cosmius nhưng phía trên cánh trước tối hơn và nâu đồng đều hơn.
There are probably at least three generations per year.
Ấu trùng có thể ăn các loài Rubiaceae và Malvaceae.